# Giacomo Cantelmi
Giacomo Cantelmi (ur. 13 czerwca 1645 w Neapolu, zm. 11 grudnia 1702 tamże) – włoski kardynał.

## Życiorys
Urodził się 13 czerwca 1645 roku w Neapolu, jako syn Filippa Cantelma i Beatrice Brancii. Studiował łacinę, grekę i hebrajski na La Sapienzy. Po studiach został referendarzem Najwyższego Trybunału Sygnatury Apostolskiej i inkwizytorem maltańskim. 27 września 1683 roku został wybrany tytularnym arcybiskupem Cezarei, a 3 października przyjął sakrę. Jednocześnie został mianowany nuncjuszem w Wenecji. W 1685 roku został nuncjuszem w Konfederacji Szwajcarskiej. Po trzech latach przeniesiono go na stanowiska nadzwyczajnego nuncjusza w Rzeczypospolitej Obojga Narodów, a po kolejnym roku – na nadzwyczajnego nuncjusza przy cesarzu rzymskim. W 1689 roku zrezygnował z funkcji dyplomatycznych i wrócił do Rzymu. 13 lutego 1690 roku został kreowany kardynałem prezbiterem i otrzymał kościół tytularny SS. Marcellino e Pietro. W tym samym roku uczestniczył w Sejmie Rzeszy w Augsburgu, gdzie dokonano elekcji Józefa I na nowego cesarza. 27 lutego został arcybiskupem Kapui. 8 sierpnia 1691 roku został przeniesiony do archidiecezji neapolskiej. W okresie 1700–1702 był kamerlingiem Kolegium Kardynałów. Zmarł 11 grudnia 1702 roku w Neapolu.